# Zofia Krókowska
Zofia Sylwia Krókowska (ur. 27 listopada 1903 w Krakowie, zm. 19 sierpnia 1928 w Tatrach) – taterniczka polska, filolog klasyczny, harcmistrzyni.

## Życiorys
Była córką Leona polonisty, profesora gimnazjum i Zofii z Jaworskich, siostrą Jerzego, profesora Uniwersytetu Wrocławskiego i taternika. Od 1915  uczęszczała do Gimnazjum Żeńskiego Marii i Józefa Lewickich, a następnie do Państwowego Gimnazjum Żeńskiego w Krakowie, gdzie w maju 1923 zdała  egzamin dojrzałości z wynikiem celującym. Podjęła studia na Wydziale Filologicznym Uniwersytetu Jagiellońskiego. Zorganizowała w 1923 Akademicką Drużynę Harcerek Watra i do 1926  była jej drużynową. 5 listopada 1926 otrzymała stopień podharcmistrzyni w grudniu 1927 harcmistrzyni. W roku akademickim 1927/1928 rozpoczęła procedurę egzaminu nauczycielskiego z filologii klasycznej. Złożyła pracę egzaminacyjną De naturae sensu apud Owidiusz ocenioną na stopień bardzo dobry i w kwietniu 1928 uzyskała absolutorium.
Wspinaczkę w Tatrach uprawiała od 1924 początkowo z bratem Jerzym, potem także z kolegami z krakowskiej Sekcji Taternickiej AZS, m.in. Janem  Alfredem Szczepańskim i Stanisławem Krystynem Zarembą. Szybko stała się samodzielną taterniczką, często prowadząc wspinaczkę w zespołach mieszanych. Specjalizowała się w trudnych, wymagających wielkiego doświadczenia wyprawach zimowych. Należała do czołowych taterniczek, uczestniczyła w latach 1924–1928 w wielu pierwszych wejściach.
- pierwsze wejście zimowe na Zawratową Turnię od Mylnej Przełęczy (1925),
- pierwsze wejście zimowe na Hrubą Turnię (1926),
- pierwsze wejście zimowe północno-wschodnią ścianą Krótkiej (1927),
- pierwsze wejście zimowe od północy na Jastrzębią Turnię (1928),
- pierwsze wejście zimowe od południa na Mały Kieżmarski Szczyt (1928),
- pierwsze wejście zimowe na Młynarza z Doliny Białej Wody.

Wraz z Jadwigą Honowską stworzyły jeden z pierwszych w Polsce samodzielnych zespołów kobiecych. Zginęły podczas próby przejścia południowej ściany Ostrego Szczytu. Przyczyną wypadku było odpadnięcie jednej z nich na końcu Górnego Trawnika (już po przejściu najtrudniejszych miejsc), które spowodowało szarpnięcie liny i wyrwanie ze ściany haka asekuracyjnego. Pochowana została na Nowym Cmentarzu w Zakopanem (kw. L-6-8).

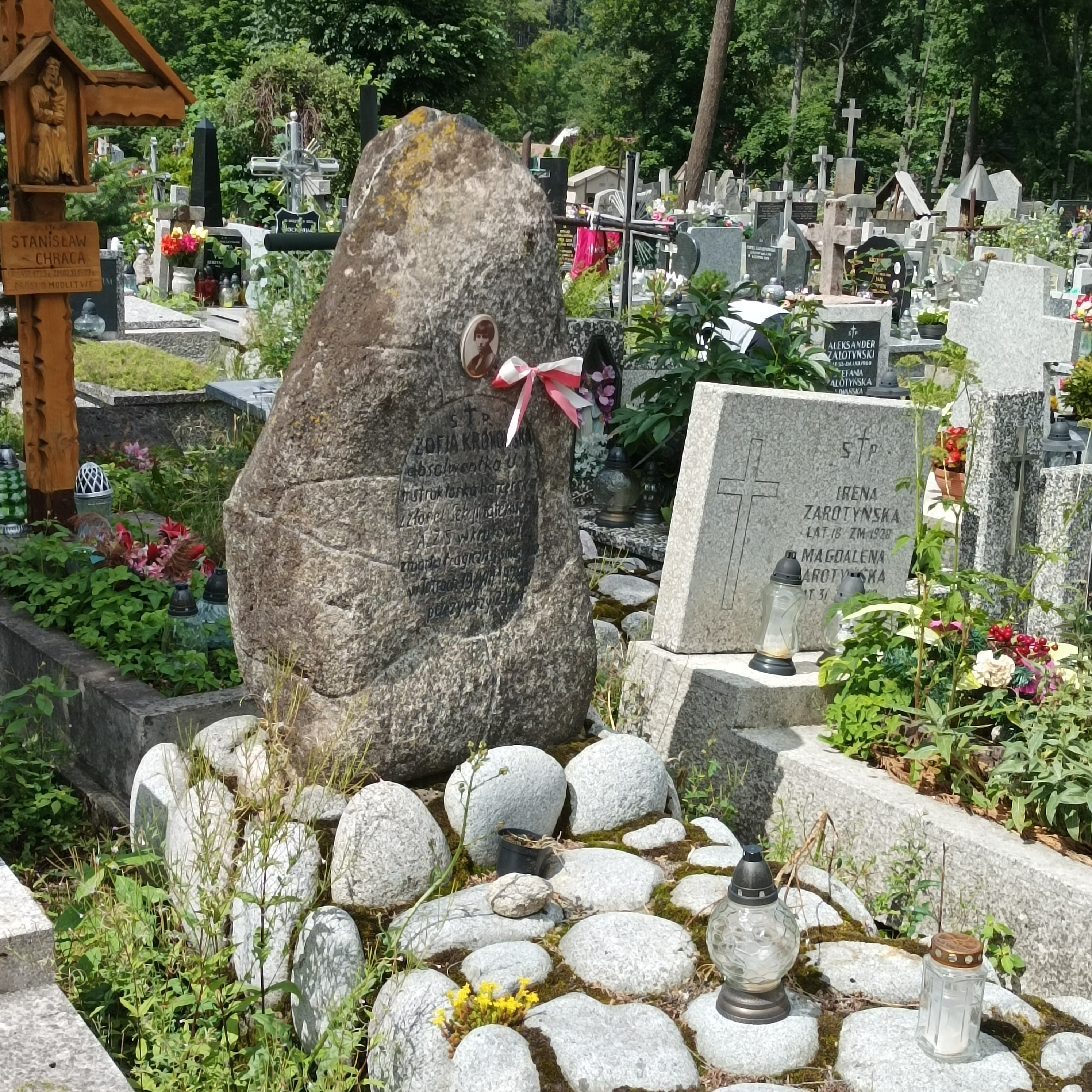
Grób Zofii Krókowskiej na Nowym Cmentarzu w Zakopanem